# 柳本藩
柳本藩（やなぎもとはん）は、大和国式上郡・山辺郡・宇陀郡を領有した藩。藩庁は柳本陣屋（現在の奈良県天理市柳本町黒塚古墳）。なお、藩庁は陣屋であるが、家格は城主格大名であった。

## 藩史

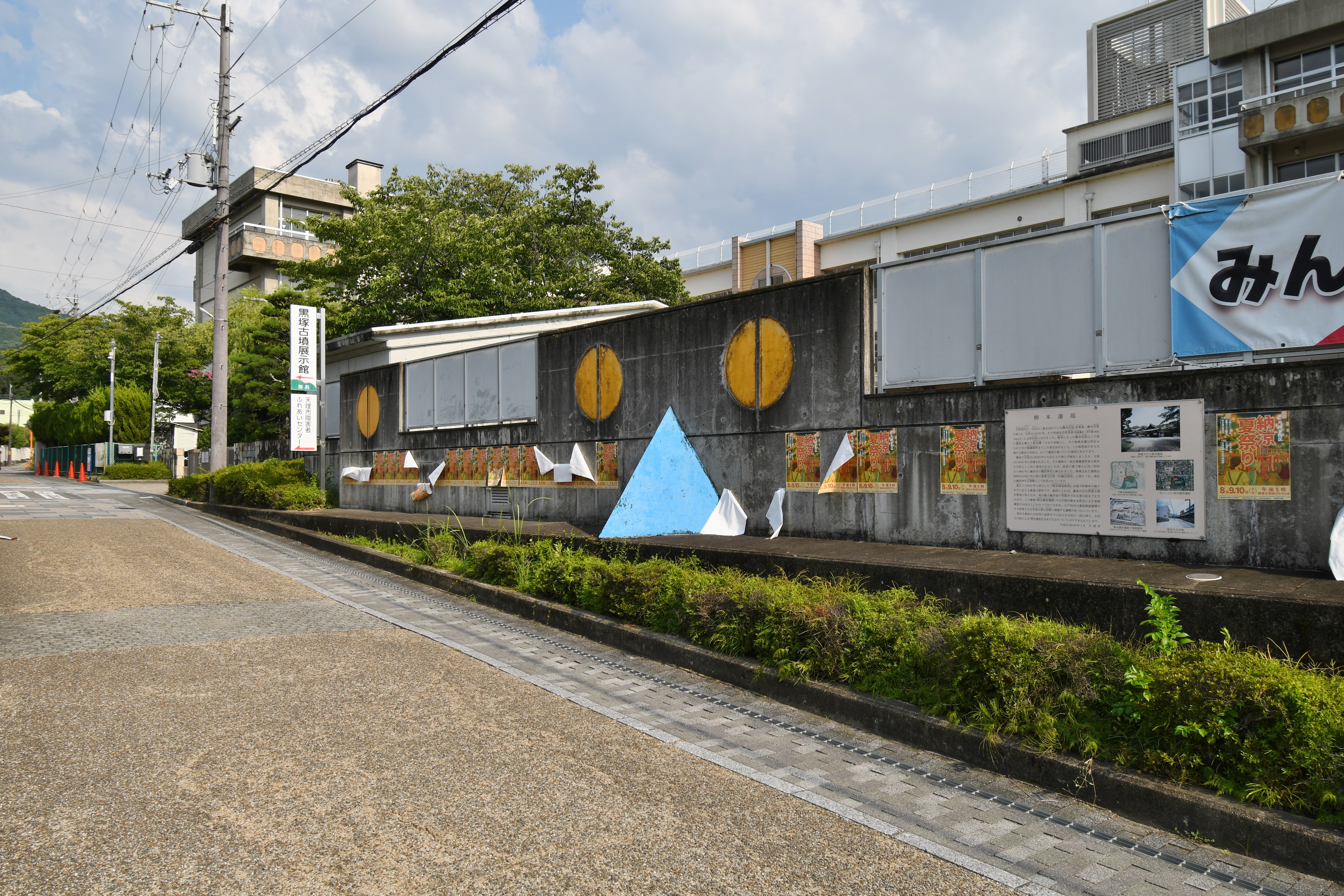
柳本陣屋跡（天理市立柳本小学校）

織田信長の弟で、茶人として有名な織田有楽（長益）は、慶長5年（1600年）の関ヶ原の戦いで東軍に与して戦功を挙げたことから、大和国と河内国の内に3万石の所領を与えられた。その後は徳川家康に仕えず、豊臣秀頼の大叔父ということで秀頼の家臣となっていた。大坂冬の陣では豊臣方として戦ったが、その裏で徳川方に内通したり、冬の陣における和睦交渉で裏工作を行った。そして夏の陣直前に豊臣方から離れたため、戦後に罪には問われなかった。しかし有楽は藩領3万石のうち、1万石を自分の隠居料（味舌藩）とし、残りの2万石うち、1万石を四男の長政に、同じく1万石を五男の尚長にそれぞれ分与した。このため、長政の系統は大和国芝村藩として、尚長の系統は柳本藩として存続することとなる。
尚長の後、柳本藩は織田長種、織田秀一と続いたが、第4代藩主・織田秀親の代である宝永6年（1709年）2月、前将軍・徳川綱吉の法会が寛永寺で行われているとき、発狂した前田利昌によって秀親が殺害された。このため柳本藩は改易の危機を迎えたが、家老たちが機転を利かせて秀親は病死ということにして、弟の成純を養嗣子として跡を継がせ、改易の危機を脱した。
江戸時代中期頃になると、小藩の悲しさから藩財政の窮乏化が表面化する。このため領民に重税を敷いたが、第10代藩主・織田秀綿の代である明和6年（1769年）1月には百姓が重税に反対して強訴を起こすに至った。享和2年（1802年）12月にも百姓による年貢軽減を求める一揆が発生し、織田軍と百姓との間で乱闘による死傷者が多数出ている。さらに江戸時代後期に入ると、ただでさえ藩財政が厳しい中で文政13年（1830年）には火事により柳本屋敷が全焼する。このため第11代藩主・織田信陽は天保4年（1833年）10月に藩士27人のリストラを行った。そして嘉永5年（1852年）12月27日には信長以来の名族ということもあって、城主格に任じられた。幕末期では天誅組の反乱鎮圧や天皇陵の修築工事を行うなど、早くから官軍に近付いていた。明治維新後は版籍奉還により知藩事となり、明治4年（1871年）の廃藩置県により柳本藩は廃藩となり、柳本県を経て奈良県に編入されたのである。
なお、織田氏の諸藩では他に、織田信雄の系統で天童藩、柏原藩が、有楽の系統で上述の芝村藩（戒重藩）が、明治維新まで存続した。有楽の系統は他に野村藩が存在したが、江戸時代初期に除封、無嗣断絶している。

## 歴代藩主
織田家
外様、1万石
1. 尚長（なおなが）【元和元年（1615年）8月12日藩主就任－寛永14年（1637年）11月3日死去】
2. 長種（ながたね）【寛永15年（1638年）3月7日藩主就任－寛永20年（1643年）9月8日死去】
3. 秀一（ひでかず）【寛永20年12月7日藩主就任－貞享4年（1687年）8月3日死去】
4. 秀親（ひでちか）【貞享4年9月27日藩主就任－宝永6年（1709年）2月6日殺害】
5. 成純（しげずみ、しげとし）【宝永6年4月12日藩主就任－享保9年12月3日隠居】
6. 秀行（ひでゆき）【享保9年12月3日藩主就任－享保11年（1726年）6月18日死去】
7. 信方（のぶかた）【享保11年8月16日藩主就任－寛保元年（1741年）8月13日死去】
8. 秀賢（ひでかた）【寛保元年10月12日藩主就任－宝暦13年（1763年）8月26日隠居】
9. 長恒（ながつね）【宝暦13年8月26日藩主就任－明和3年（1766年）8月22日死去】
10. 秀綿（ひでつら）【明和3年10月16日藩主就任－文化3年（1806年）9月20日死去】
11. 信陽（のぶあきら）【文化3年12月18日藩主就任－安政4年（1857年）8月25日死去】
12. 信成（のぶしげ）【安政4年12月16日藩主就任－明治元年（1868年）5月6日隠居】
13. 信及（のぶひろ）【明治元年5月6日藩主就任－明治4年（1871年）7月14日免官】

## 幕末の領地
- 大和国
  - 式上郡のうち - 24村
  - 宇陀郡のうち - 2村
  - 山辺郡のうち - 5村（うち1村を柳生県に編入）

| 先代 （大和国） | 行政区の変遷 1615年 - 1871年 （柳本藩→柳本県） | 次代 奈良県（第1次） |